# ユルゲン・マッホ
ユルゲン・マッホ（Jürgen Macho , 1977年8月24日 - ）はオーストリア・ウィーン出身の同国代表サッカー選手。ポジションはゴールキーパー。

## 経歴
19歳の若さでオーストリア3部のチームで、翌年にはオーストリア2部のクラブで正GKとして活躍するなるなど、若い頃からGKとしての才能を発揮。その後イングランドのスカウトに発掘され、2000年に23歳でオーストリア2部からイングランドのサンダーランドAFCへ移籍。同クラブでの活躍が認められ、2003年には同リーグの強豪チェルシーFCへ移籍。リーグ準優勝などを経験するものの、度重なる負傷もあってカルロ・クディチーニからポジションを奪うには至らず、さらにジョゼ・モウリーニョの監督就任とペトル・チェフの加入に伴ってオーストリア・ブンデスリーガのSKラピード・ウィーンにレンタル移籍。
2005年には当時ドイツ・ブンデスリーガに属していた名門1.FCカイザースラウテルンへ移籍。レギュラーとして活躍するものの、クラブは2部に降格。クラブに残り1シーズンドイツ2部でプレーするものの、1部復帰が予想外に難しいと判断し、2007年夏にギリシャの強豪AEKアテネへ完全移籍。正GKとしてUEFAカップ本大会グループリーグ進出なども果たした。

## 獲得したタイトル
- オーストリア・ブンデスリーガ優勝1回　（2005）
- ギリシャ・スーパーリーグ準優勝1回　（2008）